# 関山神社 (妙高市)
関山神社（せきやまじんじゃ）は、新潟県妙高市の神社。

## 歴史
708年（和銅元年）に創建された。山岳信仰の聖地だった妙高山の里宮として裸行上人が創建したと伝えられており、明治になるまで、修験道の拠点の一つであった。
明治初期の神仏分離により、別当寺の宝蔵院は廃寺となった。ただそれでも神仏習合の名残を留めており、当社は仏像などを所蔵している。中でも「銅造菩薩立像」は新潟県内最古の仏像であり、国の重要文化財になっている。

## 文化財
- 銅造菩薩立像（重要文化財 平成21年7月10日指定）[3]
- 関山神社宮殿（登録有形文化財 平成30年3月27日登録）[4]
- 関山神社本殿・幣殿・拝殿（登録有形文化財 平成30年3月27日登録）[5]
- 銅造阿弥陀如来立像（新潟県指定文化財 昭和53年12月26日指定）[6]
- 関山の仮山伏の棒遣いと柱松行事（新潟県指定文化財 平成25年3月26日指定）[6]
- 関山神社龍旗（妙高市指定文化財 昭和50年7月1日指定）[7]

## 交通アクセス
- 関山駅より徒歩21分。